# Новый год в Молдове
Новый год в Молдове — один из государственных праздников Республики Молдова. Отмечается 1 января каждого года, празднуется в ночь с 31 декабря на 1 января по григорианскому календарю. Дата празднования Нового Года, равно как и традиции, связанные с ним, претерпели существенные изменения за последние столетия. Также, за последние полвека Новый Год превратился в самый широкомасштабный и популярный праздник в стране. Новый год традиционно отмечается в семейном кругу, хотя народные гулянья происходят как до, так и после его наступления.

## История
Впервые 1 января как дата празднования Нового Года была установлена Петром Великим и распространилась на Бессарабию (современную Молдову) в 1812 г. В этот период истории Молдовы самым главным праздником всех православных Российской империи, включая молдаван, оставалось православное Рождество. В XIX веке в фольклоре восточных славян, помимо традиционного Деда Мороза, появляется также и образ Снегурочки (Снежевиночки), связанный с празднованием Нового Года. Эти образы перешли в молдавский фольклор и получили свои названия в молдавском языке: Мош Крэчун (Дед Мороз) и Фата де Зэпадэ (Снегурочка), ставшие персонажами детских утренников. Как правило, злая Баба Яга (Баба Хырка) пытается помешать наступлению праздника, но в конечном её планы терпят поражение.

## Советский период
В 1920—1940 годах, во время унии с Румынией, основным праздником в Молдове было католическое Рождество. В 1940—1947 годах НГ не имел статуса официального праздника. В 1947 году, власти СССР включили Новый Год в список официальных праздников страны. С распространением светских взглядов, Новый Год начал стремительно набирать популярность и быстро оттеснил различные виды Рождества как главный государственный праздник людей всех религиозных и нерелигиозных мировоззрений в СССР и МССР. Большинство современных новогодних традиций Молдовы утвердились именно в этот период и они зачастую идентичны традициям празднования Нового Года в России и на Украине. В Молдове, также как и в странах Балтии, существует своя особенность встречи Нового года. Она состоит в том, что жители республики до сих пор продолжают отмечать его приход два раза — первый раз по московскому времени в 23:00, а второй раз по местному 24:00. Это связано с тем, что страна долгое время находилась в Московском часовом поясе и многие привыкли встречать Новый год именно с боем московских курантов. Народные гулянья происходят на площадях крупных городов, где устанавливают ёлки и наряжают улицы. В Кишинёве самым нарядным является проспект Стефана Великого.

## Молдавские традиции
Собственно молдавской является традиция вставлять в выпечку маленькие бумажки с пожеланиями на Новый Год. Люди едят эти новогодние пироги (плацинды), достают бумажки и узнают что ждет их в новом году.

## Сельская местность
Поскольку Молдова является преимущественно сельской страной, сельские новогодние традиции сохраняются до наших дней. Так, на стол в деревнях накрывают двенадцать национальных блюд (по числу месяцев), а в центре помещаются кутья и калач В сельской местности также сохраняется обычай принимать в новогоднюю ночь поздравления от ряженых, которые ходят от дома к дому. Поход ряженых возглавляет переодетый в костюм козла мужчина, олицетворяющий нечистую силу. О приближении ряженых извещают звенящие колокольчики и бугай, который издает характерный громкий звук.